# Splean
Splean (del ruso: Сплин) es una banda de rock de San Petersburgo, Rusia. Se formaron y lanzaron su primer álbum en 1994. Desde entonces, han permanecido como una de las bandas de rock más populares en Rusia y la antigua Unión Soviética. El nombre del grupo se deriva de la palabra francesa spleen (traducido en este sentido como «deprimido», «mal humor»), pero grafía "ea" en inglés es un juego de palabras con los Beatles. Fue tomado de un poema corto por Sasha Chorny, al que la banda puso música.

## Historia
La banda se formó cuando el cantante Alexander Vasilyev, mientras trabajaba en un instituto de teatro, conoció al tecladista Nikolay Rostovsky. Los dos formaron la banda y pusieron en peligro el trabajo de Vasilyev cuando comenzó la grabación de su primer álbum Pylnaya Byl en uno de los estudios del instituto por la noche. Después del lanzamiento del segundo álbum de Splean, la banda se trasladó a Moscú. Su creciente popularidad se demostró por el apoyo de Boris Grebenshchikov. Splean tuvo una serie de éxitos incluyendo "Liniya zhizni" (incluida en la película Brat 2 y el videojuego Grand Theft Auto IV), "Novyye lyudi" o "My sideli i kurili".

## Miembros
- Alexander Vasilyev - cantante, guitarra
- Vadim Sergeyev - guitarra
- Dmitriy Kunin - Bajo
- Nikolay Rostovsky - teclados
- Alexey Mesherekov - batería

## Discografía
Álbumes de estudio
- 1994: Пыльная Быль [Pyl'naya Byl'] (Los casos viejos)
- 1996: Коллекционер Оружия [Kollektsioner Oruzhiya] (Coleccionador de armas)
- 1997: Фонарь под Глазом [Fonar' pod Glazom] (Moretón)
- 1998: Гранатовый Альбом" [Granatovy Al'bom] (El álbum de granada)
- 1999: Альтависта [Al'tavista] (Altavista)
- 2001: 25 кадр [25 kadr] (Mensaje subliminal)
- 2003: Новые Люди [Novye Lyudi] (Nuevas Personas)
- 2004: Реверсивная Хроника Событий [Reversivnaya Jronika Sobytiy] (La crónica reversible de sucesos)
- 2007: Раздвоение Личности [Razdvoenie Lichnosti] (Doble Personalidad)
- 2009: Сигнал из Космоса [Signal iz Kosmosa] (La Señal Desde El Espacio)
- 2012: Обман Зрения [Obman Zreniya] (Ilusión Óptica)
- 2014: Резонанс. Часть 1 [Rezonans. Chast' 1] (La resonancia. Parte 1)
- 2014: Резонанс. Часть 2 [Rezonans. Chast' 2] (La resonancia. Parte 2)
- 2016: Ключ к шифру [Kluch k shifru] (La clave para el cifrado)

Álbumes recopilatorios
- 2000: Зн@менатель [Zn@myenatel']  (El denomin@dor)
- 2007: 13 лет в рок-н-ролле (13 años de rock'n'roll)

Sencillos
- 2002: «Гандбол» (Balonmano)
- 2004: «Романс» (El romance)
- 2013: «Мороз по коже» (El frío sobre la piel)
- 2014: «Оркестр» (La orquesta)
- 2016: «Пирамиды» (La Pirámide)
- 2016: «Окраины» (Los suburbios)
- 2016: «Земля уходит из-под ног» (Mundo se está viniendo abajo)
- 2016: «Храм» (El templo)
- 2017: «Тепло родного дома» (El calor del hogar)